# Paradise (Nevada)
Paradise é uma região censo-designada localizada no estado americano de Nevada, no condado de Clark. Trata-se de um subúrbio não incorporado de Las Vegas. Como área não incorporada do condado de Clark, é governado pela Comissão do Condado de Clark.
Em Paradise fica o Aeroporto Internacional de Las Vegas e a maior parte do Las Vegas Strip, incluindo os famosos hotéis e casinos, como o Caesars Palace e o MGM Grand. Muitas pessoas julgam que Paradise faz parte da cidade de Las Vegas, mas a maioria dos turistas que visita "Las Vegas" passa mais tempo em Paradise do que na própria cidade de Las Vegas.
A maioria dos municípios ao sul dos limites de Las Vegas (incluindo Paradise, Winchester e Spring Valley), o Serviço Postal dos Estados Unidos atribuiu endereços com o nome de “Las Vegas, NV” em vez do próprio nome, e por isso as pessoas se confundem, e não sabem em que cidade estão.

## Geografia
De acordo com o United States Census Bureau tem uma área de 121 km², dos quais todos os 121 km² estão cobertos por terra.

### Localidades na vizinhança
O diagrama seguinte representa as localidades num raio de 12 km ao redor de Paradise.

## Demografia
Segundo o censo nacional de 2010, a sua população é de 223 167 habitantes e sua densidade populacional é de 1 844,4 hab/km².

## Marco histórico
Paradise possui apenas uma entrada no Registro Nacional de Lugares Históricos, o letreiro "Welcome to Fabulous Las Vegas", designado como marco em 1 de maio de 2009.